# Ropocice
Ropocice – wieś w Polsce położona w województwie świętokrzyskim, w powiecie włoszczowskim, w gminie Secemin.
W latach 1975–1998 miejscowość administracyjnie należała do województwa częstochowskiego.

## Historia[6]
Osadę po raz pierwszy odnotowały źródła z 1381, gdy władał nią nieznany Stefan. Dziesięć lat później panem na Ropocicach mienił się Jaśko Bieńkowic herbu Grzymała, natomiast w roku 1443 Mikołaj, syn Stanisława herbu Nowina. W 1508 wsią zarządzała pani Katarzyna, dziedziczka władających tu wcześniej rycerzy. Ponieważ owa pani dopuściła się przestępstwa nie ekspediując na wojnę nikogo w swoim zastępstwie, Ropocice zostały jej skonfiskowane i nadane przez króla Mikołajowi Zebrzydowskiemu. Później wieś stała się własnością Kłobukowskich herbu Oksza, familii pochodzącej spod Mstowa, ale spokrewnionej z Psarskimi. W XVII wieku Ropocicami zawładnęła kolejna możnowładcza rodzina Szembeków.